# Scoliacma xuthopis
Scoliacma xuthopis là một loài bướm đêm thuộc phân họ Arctiinae, họ Erebidae.